# Ounzéogo
Ne doit pas être confondu avec Ounzéogo-Peulh.
Ounzéogo est un village du département et la commune urbaine de Tenkodogo, situé dans la province du Boulgou et la région du Centre-Est au Burkina Faso.

## Géographie

### Démographie
- En 2003 le village comptait 2 241 habitants estimés[2].
- En 2006 le village comptait 2 228 habitants recensés[1].

## Santé et éducation
Le village comprend un centre de santé et de promotion sociale (CSPS). L'hôpital le plus proche est le centre hospitalier régional (CHR) de Tenkodogo
Une école primaire y est également présente.